# Northampton Town FC
A Northampton Town Football Club (röviden Northampton Town FC) egy 1897-ben alapított angol labdarúgócsapat, melynek székhelye Northamptonban található. A klub színei: fehér és bordó. Hazai pályájuk a Sixfields Stadium, melynek befogadóképessége 7 653 fő.

## Sikerek
Másodosztály
- Ezüstérmes (1): 1964–65

Harmadosztály
- Aranyérmes (1): 1962–63

Negyedosztály
- Aranyérmes (1): 1986–87
- Ezüstérmes (1): 1975–76

FA Charity Shield
- Ezüstérmes (1): 1909

## Fordítás
Ez a szócikk részben vagy egészben  a   Northampton Town F.C. című angol Wikipédia-szócikk fordításán alapul.  Az eredeti cikk szerkesztőit annak laptörténete sorolja fel. Ez a jelzés csupán a megfogalmazás eredetét és a szerzői jogokat jelzi, nem szolgál a cikkben szereplő információk forrásmegjelöléseként.